# Sông Brda
Sông Brda (phát âm tiếng Ba Lan: [brda]; tiếng Đức: Brahe) là một con sông ở phía tây bắc Ba Lan, một nhánh của Vistula. Nó có tổng chiều dài là 245 km và diện tích lưu vực (tất cả trong lãnh thổ Ba Lan) là 4.665   km².

## Điều hướng
Brda là một phần của tuyến đường thủy Odra - Vistula, nối hai con sông này bằng sông Warta và Noteć và kênh Bydgoszcz kể từ cuối thế kỷ 18. Đường thủy có thể điều hướng cho các xà lan khiêm tốn (của CEMT Class II) nhưng với một số lưỡng hạn chế.
Với việc mở rộng Liên minh châu Âu sang phía Đông, đường thủy có thể đóng một vai trò quan trọng. Đó là một liên kết trong kết nối dài hơn với Đông Âu thông qua các con sông Vistula, Narew, Bug, Mukhavets, Pripyat và Dnieper, nhưng kết nối này vẫn không thể thực hiện được do một con đập gần Brest, Belarus.
Hiện tại, chỉ có số lượng tàu hạn chế sử dụng sông Brda và các kênh liền kề (tuy nhiên, mật độ giao thông trên con sông này lớn hơn đáng kể từ những năm 1950 đến 1970, sau đó giảm dần từng bước khi thời gian trôi qua). Dự kiến tuyến đường thủy này sẽ được phát hiện bởi những người chèo thuyền giải trí trong tương lai. (Nguồn: Cơ sở dữ liệu đường thủy NoorderSoft)

## Thị trấn bên sông Brda
- Pr Dixlewo
- Konarzyny (tiếng Đức: Konarschin (cho đến WW I), Kunertsfeld (trong Thế chiến II), Kashubian: Kònarzënë)
- Tuchola (tiếng Đức: Tuchel)
- Koronowo (tiếng Đức: Krone, Polnisch Krone, Krone an der Brahe)
- Bydgoszcz (tiếng Đức: Bromberg)